# Verdad (publicación)
Verdad fue una publicación  activa entre diciembre de 1954 y septiembre de 1955. Se distribuía de manera gratuita a militares, abogados, médicos, periodistas y otros profesionales.

## Origen
En el marco del conflicto de Perón con la Iglesia Católica, algunos estudiantes y dirigentes de la Acción Católica Argentina como César Balaúnde, Ramiro de Lafuente, Basilio Serrano y Florencio Arnaudo fundaron la publicación en diciembre de 1954.

## Organización
Verdad tenía un consejo directivo formado por César Balaúnde, Ramiro de Lafuente, y luego José Miguens. Sus responsabilidades eran conseguir financiamiento, recopilar toda la información posible sobre Perón y la Iglesia, y redactar los artículos. Tras el arresto de Balaúnde y de Lafuente se incorporó al directorio el doctor Damián Beccar Varela. Florencio Arnaudo se encargaba de la impresión, y de la distribución a veinte "mayoristas" que recibían mil ejemplares cada uno.
Humberto Podetti y Jorge Rodríguez Mancini tenían que suplantar a Arnaudo en sus tareas.
Los "mayoristas" a su vez lo repartían entre sus "minoristas".

## Humberto Podetti
Estudió en la Facultad de Derecho de la Universidad de Buenos Aires en que obtuvo el título de abogado en 1956 y el de Doctor en Derecho y Ciencias Sociales en 1969 con una tesis doctoral sobre la regulación judicial de la Seguridad Social.

## Impresión
Impresa en mimeógrafos para los primeros números y luego en rotaprint. Verdad se imprimió primero en mimeógrafos, luego en el rotraprint de la congregación de una monja contactada por Elena Cordeyro, luego en la imprenta de unos socialistas en Ciudadela, y luego en la imprenta de una congregación religiosa.